# Francine Gálvez
Francine Gálvez Djouma (née à Nkongsamba au Cameroun le 13 septembre 1966) est une journaliste et présentatrice espagnole d'origine camerounaise.

## Biographie
Elle est la fille d'une mère camerounaise et d'un père espagnol, évangélisant au Cameroun. Elle grandit à Lopera. Pendant sa scolarité primaire et secondaire, elle est le plus souvent la seule jeune fille noire dans sa classe. En 1989, elle obtient un diplôme en journalisme à  l'Universidad Complutense de Madrid. Elle réalise à New York un master en télévision. Après avoir terminé son master, elle reçoit une bourse pour travailler à la Televisión Española. 

## Carrière
En juin 1989, elle rejoint le service des informations de La 2. Après son stage, elle est embauchée par la chaîne et se joint à la matinale de chaine Buenos días. En avril 1990, alors qu'elle a 23 ans, elle commence à présenter l'édition du week-end de Telediario. Elle est la première personne métisse en Espagne au poste de présentatrice, et incarne alors, dans cette fonction au sein de la télévision espagnole, une diversité qui reste exceptionnelle à l'époque. Elle partage d'abord l'antenne avec Mary Pau Domínguez, puis avec Ana Blanco. Elle reste à ce poste jusqu'en 1991. Sa première opportunité en dehors de la présentation des informations est arrivée en avril 1992, quand elle présente sur Televisión Española le gala d'inauguration d'Eurodisney, avec Ricardo Fernández Deu. En octobre 1992, elle joue le rôle qu'un présentatrice de journal dans le film Supernova de Juan Miñón. Un an plus tard, elle présente un programme destiné à un jeune public, Oxígeno. 
De 1997 à 2000, elle est reporter pour l'émission Madrid Directo de Telemadrid. Dans la saison 1999-2000, elle présente avec Victor Sandoval le programme Mamma mía sur Telemadrid. En 2000, elle anime à Telemadrid également avec Victor Sandoval le magazine hebdomadaire Macumba TeVe. En 2001, elle signe pour Antena 3, où elle présente Noche y día avec Isabel Gemio et Rumore, rumore avec Jorge Javier Vázquez. Sur la saison de 2002, elle anime le programme de téléréalité Blind Trust. 
De retour à TVE, trois ans plus tard,elle prend en charge le jeu télévisé éducatif et culturel Palabra por palabra sur La 2, entre 2005 et 2011. Elle dirige la revue Emisiones TV, puis anime. Durant l'été 2007, elle présente, avec Victor Sandoval, le programme Aquí hay tomate sur Telecinco. Entre septembre 2008 et juin 2010, elle collabore à El programa de Ana Rosa aussi sur Telecinco. De 2012 à 2013, elle s'occupe de l'émission Date un capricho sur Chello Multicanal. Depuis 2011, elle est directrice de PromusicTV audiovisuel. En 2015, elle est une des participantes dans le programme de La 1 Amigas y conocidas. Elle enchaîne les passages à l'antenne, présentant, animant ou dirigeant des émissions, notamment des magazines de divertissement ou des émissions de  téléréalité : Mi gran boda en Las Vegas à Telemadrid, Mamma mia Superkaraoke, à Telemadrid , Telepasión sur La 1, Tribus viajeras sur La 2,, etc. Elle est devenue un visage bien connu au sein du paysage médiatique espagnole, et une des animatrices les plus populaires.